# Atenagoras z Aten
Atenagoras z Aten (gr. Ἀθηναγόρας ὁ Ἀθηναῖος; ur. 133, zm. 190) – grecki apologeta chrześcijański. Jest on autorem tekstów „Prośba za chrześcijanami” („Suplika w obronie chrześcijan”, gr. Πρεσβεία περί χριστιανών) i „O zmartwychwstaniu” (gr. Περί αναστάσεως νεκρών). Święty kościołów prawosławnych.
O Atenagorasie z Aten brak pewnych informacji. Jedyna zachowana do dziś wiadomość pochodzi od Filipa z Side. W jego dziele Historia chrześcijańska czytamy, że Atenagoras był w młodości filozofem pogańskim. Przygotowując się do napisania pracy przeciwko chrześcijanom, przeczytał Pismo Święte i pod jego wpływem nawrócił się. Następnie był kierownikiem szkoły katechetycznej w Aleksandrii, a jego uczniem był Klemens Aleksandryjski. Rozwój jego twórczości miał przypaść na okres panowania Hadriana i Antonina Piusa (117-161). Wiadomościom tym nie można ufać. Pismo apologety „Prośba za chrześcijanami” jest jednak kierowane do Marka Aureliusza i Kommodusa, na podstawie danych wynikających z tekstu wynika, że zostało napisane w 177 roku, czyli na długo po panowaniu Antonina Piusa. Rozbieżność ta uniemożliwia jednak korzystanie z informacji podanych przez Filipa z Side. Faktycznie więc nie wiemy o Atenagorasie nic pewnego.

## Dzieła
- Prośba za chrześcijanami; O zmartwychwstaniu umarłych, Stanisław Kalinkowski (tłum.), Warszawa: IW PAX, 1985. Brak numerów stron w książce